# 민족식물학

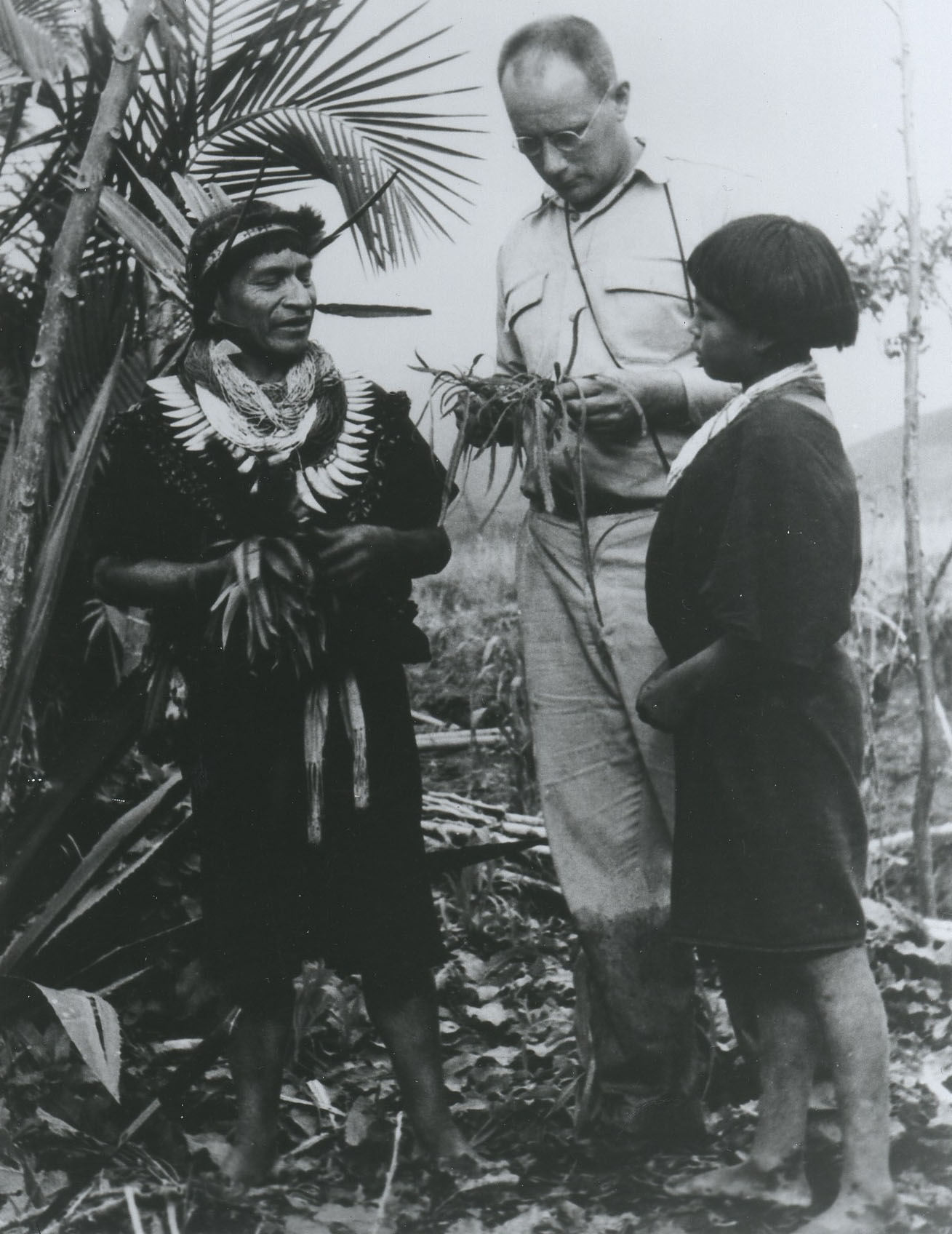
미국의 민족식물학자 리처드 에번스 슐츠가 아마존 우림에서 식물을 조사하고 있다.

민족식물학(民族植物學, Ethnobotany)은 식물과 인간의 문화의 상호 관계를 연구하는 학문이다. 미국의 식물학자 존 W. 하시버거가 1895년에 처음 사용한 용어로 알려져 있다.

## 같이 보기
- 인류학
- 식물학
- 식물지리학